# Le Bouchage, Charente

Le Bouchage este o comună în departamentul Charente, Franța. În 1 ianuarie 2022 avea o populație de 177 de locuitori.